# 塞舌尔
塞舌爾共和國（塞舌尔克里奥尔语：Repiblik Sesel），通稱塞席爾，是位於坦桑尼亞以東、印度洋中西部的一個群岛国家。塞舌尔为大英國協成员国。首都維多利亞。

## 歷史

### 早期历史
塞舌尔早期的历史并无记载，马来人在迁居马达加斯加的途中很可能早在公元前就已发现了塞舌尔。阿拉伯人记载过印度洋上的许多岛屿，在一份851年的手稿中，提到过在马尔代夫以南有一些小岛，据推测可能就指今日的塞舌尔，但是阿拉伯人并没有在此定居。
1502年，塞舌尔出现在瓦斯科·達伽馬的海图上，被称为“七姐妹岛”。1608年，一艘英国东印度公司的商船在印度洋上遇险，次年漂流到塞舌尔的某个岛屿后幸运获救，但是英国人并未立即采取行动占领该岛。17世纪之后，一些海盗占据了马达加斯加的某些港口作为基地，在北上红海等地劫掠的途中，塞舌尔可能是他们的补给点之一。

### 法国统治
1742年，法国法兰西岛总督贝特朗-弗朗索瓦·马埃·德·拉布尔多内（Bertrand-François Mahé de La Bourdonnais）派遣拉札·皮卡特去调查传说存在于马达加斯加东北的这些岛屿，以冀找到一条通往印度的捷径。同年11月21日，皮卡特发现了马埃岛，以总督之名命名，并在岛上登陆。皮卡特在1744年再次对该岛进行了考察，但是由于布尔德奈在1746年去职，法国一时也没有进一步的行动。
1756年11月1日，为对抗英国在印度洋上的势力，正在与英国交战的法国终于派出一支舰队去宣示对马埃岛的主权。当时的总督Corneille Nicholas Morphey将该群岛命名为塞舌尔群岛，以纪念路易十五的财政大臣让·门罗·戴·塞舌尔。塞舌尔遂正式成为法国东印度公司属地。
七年战争结束后，塞舌尔随毛里求斯一同成为法国国王直属领地。1768年，法国控制了整个群岛。1770年8月12日，法国人开始对该群岛进行殖民，并在今日维多利亚的所在地建了一座城堡以保护这块殖民地。

### 自治和英国统治
法国大革命开始后，塞舌尔的殖民者决定自行管理这块殖民地，并且无视废除奴隶的法令。1794年，一支英国舰队抵达塞舌尔，塞舌尔在保证其荣誉和财产不受侵犯的前提下，宣布投降。英国人并未占领该群岛，而是让该群岛继续自治。1810年年底，毛里求斯被英国占领，英国人同意塞舌尔在遵守毛里求斯投降协定的基础上继续保持自治。其后，英国派遣的军事和民事长官与塞舌尔当地的法国贵族间长期处于暗斗状态，直到1835年英国正式废除奴隶制。一些庄园主认为没有奴隶无法维持生产，所以离开了塞舌尔。而自由的奴隶们并没有自己的土地，也缺乏劳动的技能和意愿，导致该群岛的经济出现了停滞。
不久，当椰子种植业发达起来后，情况发生了改变。加上英国政府将赤道以南发现的贩奴船上的奴隶一律送到塞舌尔解放，塞舌尔很快开始繁荣。1879年，维多利亚正式获得城市身份，有了自己的议会。1903年，塞舌尔从毛里求斯独立出来，成为一个英国直属的殖民地。在很长的一段时间内，塞舌尔都是英国流放政治犯的场所。来自霹雳州的一位苏丹在这里写下了今日马来西亚国歌的曲调，来自塞浦路斯的马卡里奥斯大主教则祝福这里永受上帝保佑。
一战开始后，当地的补给受到影响，工资下降，物价飞升，塞舌尔人组织的劳工队也在东非遭到了惨重的伤亡。塞舌尔人觉得遭到了忽视，在战后开始抗议英国的统治。1939年，塞舌尔第一个政党成立。不久，英国政府被迫开放选举权，但是塞舌尔仅有2000人享受到了这一权力。
1964年，弗朗斯-阿尔贝·勒内率领的塞舌尔人民联合党和詹姆斯·曼卡姆率领的塞舌尔民主党相继成立。1970年，以曼卡姆为首的自治政府成立。1974年大选结束后，新成立的两党联合政府积极与英国商谈独立事宜。1976年，塞舌尔在英联邦内独立。

### 独立之后
1977年6月5日，当曼卡姆在国外访问时，勒内发动政变将其推翻，自任塞舌尔总统，并在全国实行一党制，投向以苏联为首的社会主义阵营，建设社会主义国家。在勒内独裁的这段时间内，虽然在经济上表现良好，政府还是遭到了多次未遂政变的威胁，反对派在海外也受到了广泛支持。
1991年年底，勒内被迫开放党禁，恢复民主选举。但在之后除2020年总统选举外的历次选举中，勒内领导的塞舌尔人民进步阵线（后易名人民党、联合塞舌尔）均取得了胜利。

## 政治

### 政体
塞舌尔实行三权分立的政治制度，立法权、司法权和行政权相互独立、互相制衡。
勒内执政后，实行一党制，推行医疗、教育免费等高福利政策，保持了政局的长期稳定。1991年塞改行多党制。1993年7月，1998年3月，2001年9月勒内三次蝉联总统。勒内2004年4月将总统职务移交副总统米歇尔。2005年4月，塞舌尔人民进步阵线（现更名“人民党”）党代会决定米歇尔为次年总统大选该党候选人。2006年7月，塞举行独立以来第四届总统选举，米歇尔以53.73%的得票率当选总统。2007年5月，塞举行议会选举，人民进步阵线获得56.2%的选票，保持议会多数。2011年5月，塞举行总统选举，米歇尔以55.46%的多数票蝉联总统。

### 宪法
现行宪法于1993年6月制订并生效，1996年7月和2000年5月两次修订。宪法规定：塞舌尔实行立法、行政、司法三权分立，总统为国家元首兼政府首脑，全国武装部队总司令，由普选产生，任期5年，可连选连任1届。总统可在第一或第二任期就职满一年后的任何时期，以公告形式要求举行下届总统选举，亦可在总统候选人提名日之前将该公告取消；当总统职务因总统死亡或辞职而空缺，或因其他原因总统停止行使职权时，将由议会多数通过，确定一 名部长行使总统职权，直至选出新总统为止；当选总统在就职前死亡，由当选总统指定的副总统接替总统职务。司法权属最高法院。

### 议会
称国民议会，一院制，为塞最高立法机构，议员任期5年。本届议会于2011年10月成立。共有31名议员，其中25名由各选区直接选出，6名按各政党获票总数的比例推出,全部为人民党议员。议长帕特里克·赫米尼耶（PATRICK HERMINIE）。

### 政府
实行总统制。内阁为国家最高行政机构，负责制定和执行国家政策。
本届政府于2012年3月组成，共13名成员，总统兼国防、安全、司法、旅游、新闻、青年事务和石油开采部长米詹姆斯·阿里克斯·歇尔，副总统兼通信技术和公共管理部长丹尼·富尔（Danny Faure），指定部长兼社区发展、社会事务和体育部长文森特·梅里顿（VINCENT MERITON），内务和交通部长乔尔· 摩根（Joël Morgan），教育部长马克苏齐· 蒙东（Macsuzy Mondon），外交部长让-保罗· 亚当（Jean-Paul Adam），投资、自然资源和工业部长彼得· 西农（Peter Sinon），财政、贸易和投资部长皮埃尔· 拉波特（Pierre Laporte），环境和能源部长罗尔夫· 佩耶( Rolph Payet )，旅游和文化部长阿兰· 圣安热（ Alain St Ange ），土地利用和住房部长克里斯蒂安· 利奥内（Christian Lionnet ），卫生部长米齐· 拉吕（Mitcy Larue），就业和人力资源部长伊迪丝·亚历山大（Idith Alexander）、总统行政办公室主任莉斯·巴斯田（Lis Bastien）。

### 政党
塞舌尔正式注册的政党有4个，分别是：
- 联合塞舌尔：执政党。前身是塞舌尔人民党，成立于1964年，2018年11月改现名。现有中央委员23名（任期4年），党员2.2万多名。人阵成立初期，其章程明确提出“要根除一切形式的剥削，建设社会主义，发展民族经济和文化；对外奉行不结盟政策”。1991年后，其政策大幅调整，决定由一党制向多元化政治 过渡，人阵由先进分子组成的党过渡到向全体塞公民开放的群众性政治组织，不再提及建设社会主义。主席为前总统弗朗斯·阿尔贝·勒内，总书记为总统米歇尔。
- 塞舌尔民族党（The National Party of Seychelles）：反对党。原名联合反对党，1993年6月成立，1998年7月改现名。由塞舌尔人党、塞舌尔民族运动和塞舌尔民族联盟联合组成。纲领是建立一个崭新的民主政府。2004年10月，召开年度代表大会，呼吁政府解决腐败、生活费用昂贵、推进就业人员本国化、公平提供住房等问题。会议再次选举韦维尔·拉姆卡拉旺（WAVEL RAMKALAWAN）为党主席并作为总统候选人参加2006年大选。总书记为罗杰·曼欣尼（ROGER MANCIENNE）。
- 塞舌尔民主党(Seychelles Democratic Party)：在野党。1964年成立。1976年塞独立时，与人民联合党组成联合政府，民主党主席曼卡姆任总统。1977年勒内发动政变上台，该党被取缔。1992年3月重新注册为合法政党。主张通过对话和磋商实现国家稳定，经济上实行私有化和自由竞争，对外加强与世界各国特别是与邻国的关系。推行以国家、民族利益为重的“塞舌尔至上”主张。2006年3月，保罗·周（Paul CHOW）当选为新任党主席。
- 塞舌尔社会民主联盟（The Social Democratic Alliance）：在野党，1999年4月成立。现有党员150人左右。宗旨是为自由公民提供一个论坛，短期目标为振兴经济，政治活动主要集中在经济和教育领域，由塞首任中央银行行长盖·莫雷尔（GUY MOREL）领导。

## 地理
塞舌尔位处东经55°-56°、南纬4°-5°之间，西距肯尼亚和索馬利亞1500多公里，西南和馬達加斯加相距七百浬，東北隔海和馬爾地夫遙遙相望，全國總面積共455平方公里，塞舌尔由40个花岗岩岛和45个珊瑚岛组成。對於這一串熱帶海洋中的乾燥島嶼，在西方人間有着許多傳說。早期的阿拉伯人曾經把這一帶的水域叫做「哲寧的海」；天方夜譚中的水手辛巴達曾經在這裡發現一座富有磁力的神秘山峰，同時還發現有一種體積碩大無比的大鳥。

## 島嶼

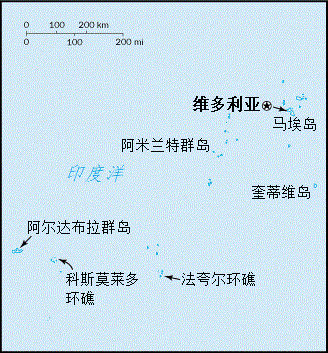
馬赫島

### 马埃岛
主島马埃岛（Mahe Island）为145平方公里，是國內面積最大、景色最優美和物產最豐富的地方，首都維多利亞港也就是在主島上，因此馬赫島實際上是全國政治、文化、經濟和交通的中心。維多利亞街道整齊，椰樹迎風招展，大多數的建築物都是平屋，也有少數高樓大廈，海邊有美麗的沙灘，附近還有座機場。

### 西蒙特島
西蒙特島距離主島約12浬，島上一片椰林，椰子園總面積約有2000英畝，所產椰乾成為國家主要收入之一。

### 佛利格特島
距離馬赫島約34浬的佛利格特島，是熱帶海洋的世界，富有燦爛瑰麗的琵琶魚、鰹魚、梭魚、黃魚、旗魚、鯊魚和鮪魚等，20磅以上的多骨魚更是常見。這些取之不盡的魚獲，也成為國家主要收入之一。

### 阿萊德島
靠國境最北方的阿萊德島，長約一哩，島上有無數海鳥、珍異飛禽和偷食鳥蛋的大蜥蜴，白燕鷗（Gygis alba）為島上的留鳥，另有白頂玄燕鷗（Anous stolidus）、烏燕鷗（Sterna fuscata）、小黑燕鷗（Anous minutus）、白尾鸏（Phaethon lepturus）、小軍艦鳥（Fregata minor）及鸌（Procellariiformes）等鳥類在此島繁殖，亞達伯拉象龜亦在此島棲息，但是居住在島上的人並不多，此島因而有鳥島之稱。

### 普拉蘭島

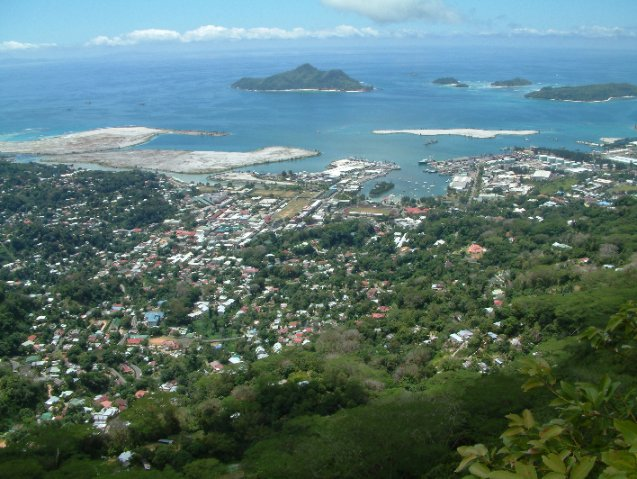
維多利亞 (塞舌爾)首都區

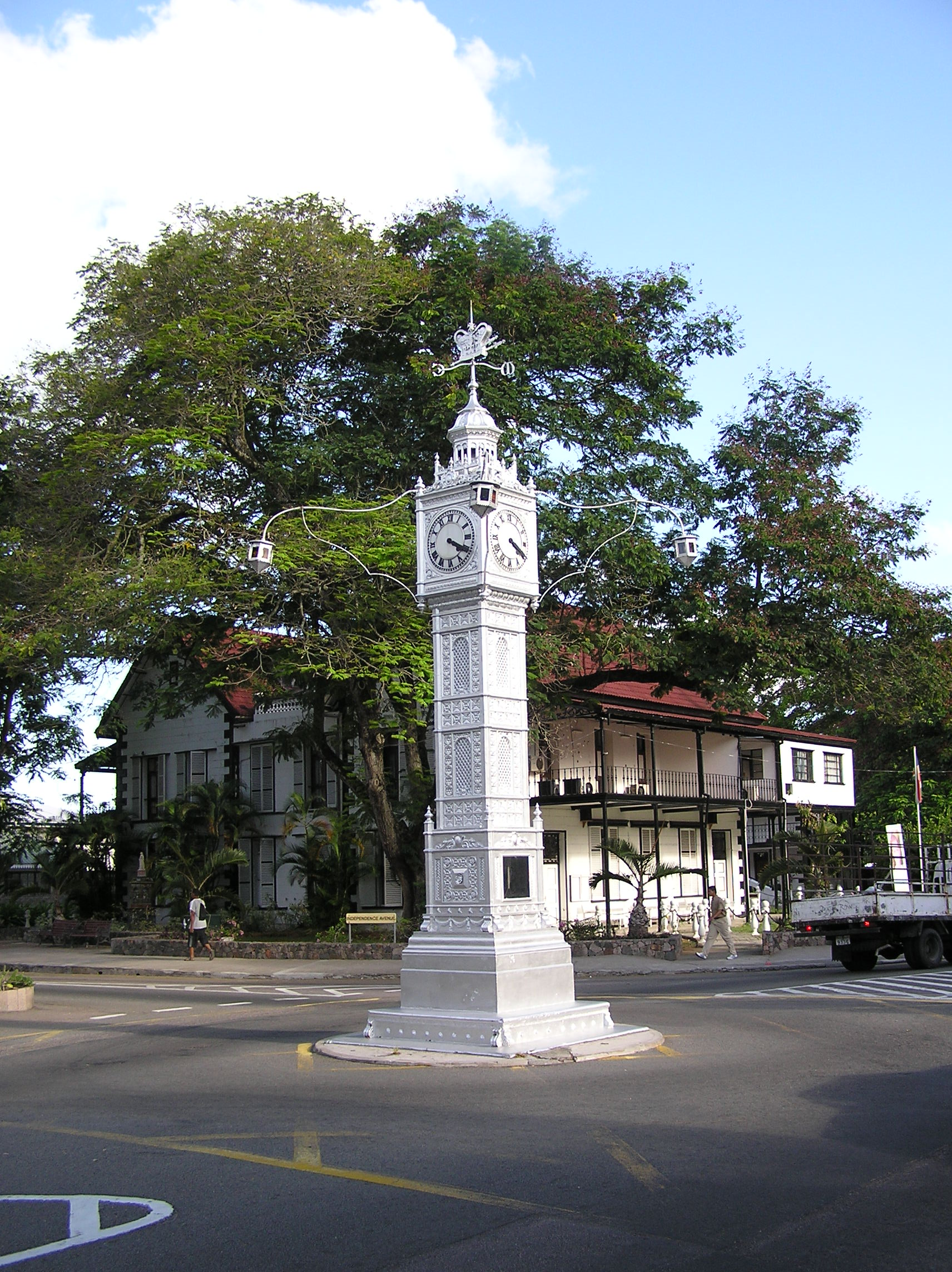
維多利亞市中心鐘塔

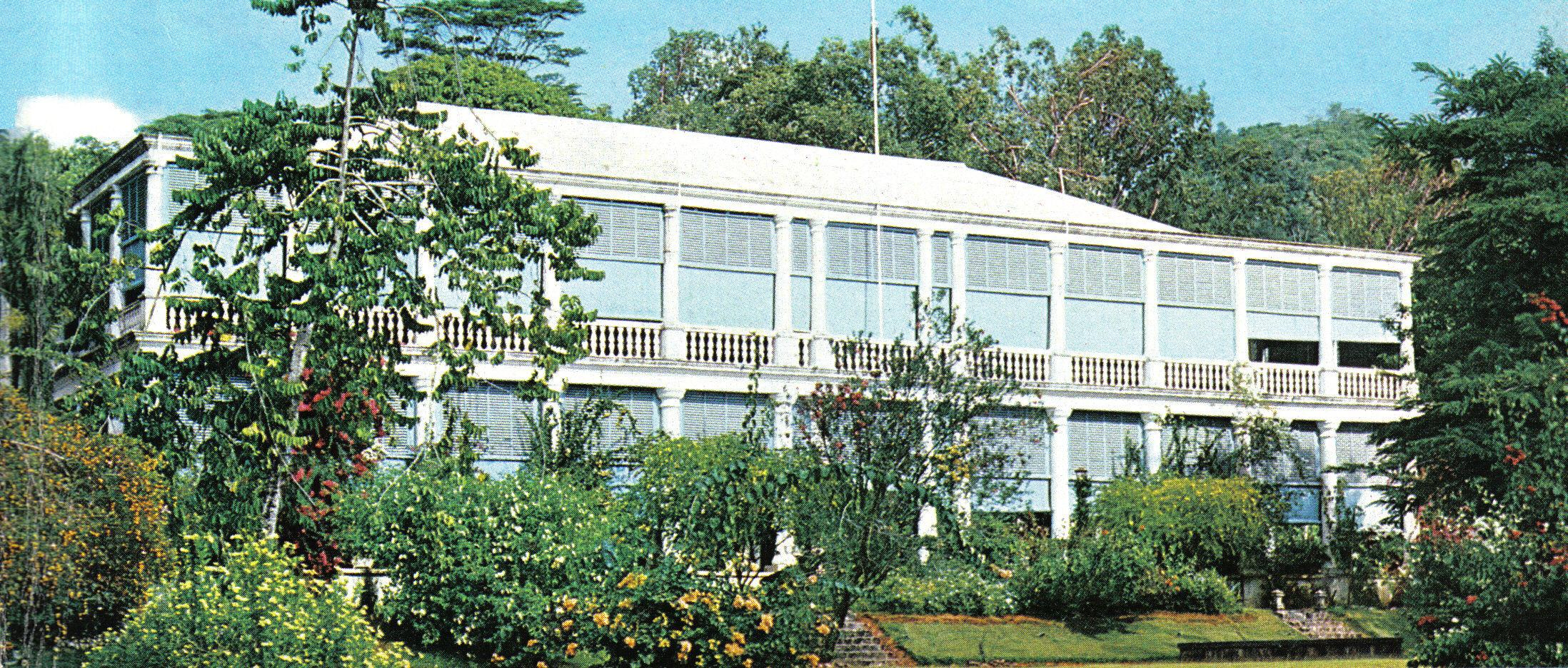
總統官邸

普拉蘭島為塞席爾第二大島，以盛產海椰子聞名，人口約6500人。

### 拉迪格島
拉迪格島（La Digue Island）第四大有人居住的島，位於普拉蘭島東面和費利西泰島西面，島上人口約2000人，面積10平方公里。其海灘最為著名。

### 伯德島
伯德島（Bird Island）距離馬埃島約100公里，是多種鳥類和海龜的棲息地。

## 行政區劃
塞席爾劃分為25個區，塞席爾的外島不屬於任何區。

## 人口与语言
塞舌爾群島本來並沒有居民，現時的居民都是從其他地方移居過來的移民後人，他們主要都是來自法國、非洲、印度及中國，而非洲移民以班圖人為主。這些混種居民多信奉天主教。塞舌尔的官方语言是英语，但当地民众也讲法语和一種以法語為基礎的克里奧爾語——塞舌爾克里奧爾語。

## 經濟
塞席爾的經濟發達，是非洲國家中唯一的高收入經濟體，國內沒有工業，礦業也很少，一般人民以農漁為業，並養有許多家禽家畜。它的外銷產品主要是椰子核，以及肉桂樹油，另外還有一些香料豆、龜甲、椰殼纖維、薄荷、鹹魚、海產和蔬菜等。其他方面的國家收入，就大部份靠入境觀光客的消費。這個島國的日常用品，多靠國外輸入，但是消費量並不多。

## 交通
在對外交通方面，過去只有一些歐洲駛往非洲海岸的商船經過靠岸，但是自從維多利亞隱蔽深濬的新港口啟用後，進出口的船隻就多了起來。自1971年開始，塞席爾在馬赫島興建了一座新的機場，因此觀光業也隨之發展，國內另有13座機場。國內道路共458公里，其中440公里拥有铺设路面。

## 國際貿易

### 出口貿易
在出口貿易方面，塞席爾2009年輸出總值約為4.28億美元，主要輸出國為英國、法國、模里西斯、日本、義大利及荷蘭。

### 進口貿易
在進口貿易方面，塞席爾2009年輸入總值約為7.03億美元
，主要輸入國為沙烏地阿拉伯、新加坡、法國、西班牙、德國、印度及南非。

## 軍事
塞席爾軍隊（Military of Seychelles）是世界上最小的武裝部隊之一，共有軍事人員450人。軍事開支在2005年為1,485萬美元，占GDP的2.1％（2005年統計）。

## 文化

### 女性

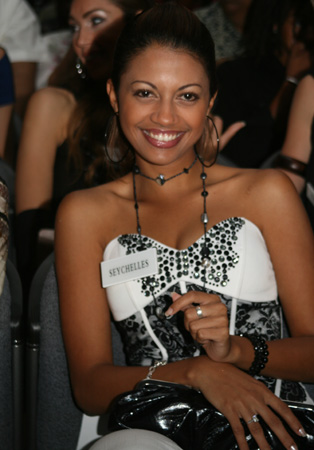
埃琳娜·安乔内在2008年塞舌尔小姐选美比赛

塞席爾是母系社會國家。母親在家庭中占主導地位，控制大部分的支出和顧及孩子的利益。未婚媽媽是社會常態，法律要求父親撫養孩子。男性的賺錢能力很重要，但他們的家庭角色相對次要。

### LGBT權益
自2016年起，同性性行為已合法化。同性戀合法化法案以14比0的投票結果獲得通過。塞席爾禁止基於性取向的就業歧視，使其成為為數不多的對於LGBT族群提供此類保護的非洲國家之一。

### 體育
塞席爾最受歡迎的運動是籃球，其受歡迎程度在過去十年中有顯著的增長。籃球國家隊獲得了2015年非洲運動會的參賽資格，和埃及等非洲大陸上一些大型國家進行了比賽。2015年塞席爾主辦非洲沙灘足球錦標賽。該賽事十年後，塞席爾將主辦2025年國際足總沙灘足球世界盃，這將是有史以來首屆在非洲舉辦的國際足總沙灘足球世界盃。